# Nagojský protokol

Ratifikace Nagojského protokolu k listopadu 2018 (modrá: ratifikováno, zelená: podepsáno, dosud neratifikováno)

Nagojský protokol o přístupu ke genetickým zdrojům a spravedlivém a rovnocenném sdílení přínosů plynoucích z jejich využívání (anglicky Nagoya Protocol on Access to Genetic Resources and the Fair and Equitable Sharing of Benefits Arising from their Utilization to the Convention on Biological Diversity, zkráceně Nagojský protokol) je mezinárodní dohoda, přijatá 29. října 2010 v Nagoji na 10. zasedání Konference smluvních stran Úmluvy OSN o biologické rozmanitosti.
Poté, co protokol 14. července 2014 ratifikovalo 50 států a Evropská unie, vstoupil v platnost o 90 dní později, tedy 12. října 2014.

## Účel a obsah
Nagojský protokol vytváří mezinárodní právní rámec pro přístup ke genetickým zdrojům a pro spravedlivé sdílení výhod z toho plynoucích, což je jeden ze tří hlavních cílů Úmluvy o biologické rozmanitosti. Ta vstoupila v platnost v roce 1993 a patří k nejvýznamnějším mezinárodním úmluvám v oblasti životního prostředí. Podle Nagojského protokolu by na základě vzájemného souhlasu mělo dojít k rovnováze mezi různými zájmy zemí původu genetických zdrojů a těch zemí, ve kterých jsou genetické zdroje využívány. Především by se tím mělo omezit biopirátství odsuzované rozvojovými zeměmi, tedy taková činnost, kdy je genetický zdroj získán bezplatně v rozvojové nebo postkomunistické zemi a potom je patentován v některém hospodářsky vyspělém státě, zpravidla nadnárodní farmaceutickou nebo zemědělskou firmou.
Genetickými zdroji se rozumí genetické materiály z přírodních nebo vypěstovaných zásob (např. v semenných bankách či botanických zahradách), které jsou využitelné v řadě odvětví při biologickém výzkumu a vývoji jako základ pro inovace, například pro nové léky, chemické látky či kosmetiku. Úmluva uznává svrchovaná práva zemí, pokud jde o jejich přírodní zdroje. Nagojský protokol se také vztahuje na využívání tradičních znalostí spojených s genetickými zdroji, které uchovávají domorodí lidé a místní společenství. Protokol stanovuje i povinná pravidla za účelem monitorování využívání genetických zdrojů po opuštění poskytující země.

## Průběh jednání, ratifikace a implementace Nagojského protokolu
Rozvíjející se a rozvojové země, zejména Brazílie, dlouho usilovaly o takové řešení sdílení výhod, které by bylo závazné podle mezinárodního práva. Až do poslední noci Konference smluvních stran nebylo jasné, zda bude Nagojský protokol skutečně přijat. O úspěšný výsledek se zasloužil japonský ministr životního prostředí Ryū Matsumoto, který v poslední den jednání jako předseda Konference předložil komplexní návrh kompromisu o všech nedořešených smluvních ustanoveních. Tento návrh byl nejprve politicky přijat všemi přítomnými ministry na neveřejném zasedání a později formálně přijat na závěrečném plenárním zasedání Konference.
V souladu s článkem 32 Protokolu byl protokol připraven k podpisu v Organizaci spojených národů v New Yorku od 2. února 2011 do 1. února 2012, ale může být podepsán i po uplynutí této lhůty. Protokol vstoupil v platnost 12. října 2014, devadesátý den poté, co byla 50. ratifikační listina uložena v Organizaci spojených národů. 
Česká republika podepsala Nagojský protokol 23. června 2011; za jeho provádění odpovídá Ministerstvo životního prostředí ve spolupráci s Ministerstvem zemědělství.
Evropský parlament rozhodl o transpozici Nagojského protokolu do evropského práva Nařízením č. 511/2014. Na základě toho byl v Česku přijat zákon č. 93/2018 Sb., o podmínkách využívání genetických zdrojů podle Nagojského protokolu (s účinností od 20. června 2018); např. Pirátská strana ale před přijetím tohoto zákona varovala.